# Nathan Stooke
Nathan Stooke (28 de mayo de 1976) es un deportista estadounidense que compitió en natación, en la modalidad de aguas abiertas. Ganó una medalla de bronce en el Campeonato Pan-Pacífico de Natación de 1997, en la prueba de 25 km.

## Palmarés internacional
| Campeonato Pan-Pacífico | Campeonato Pan-Pacífico | Campeonato Pan-Pacífico | Campeonato Pan-Pacífico |
| Año                     | Lugar                   | Medalla                 | Prueba                  |
| ----------------------- | ----------------------- | ----------------------- | ----------------------- |
| 1997                    | Fukuoka (Japón)         | Medalla de bronce       | 25 km                   |